# Abaris Ejendomme
Abaris Ejendomme A/S er et dansk ejendomsselskab. 
Selskabet blev i maj 2007 noteret på First North, der er den alternative markedsplads under OMX. Selskabet blev imidlertid allerede november samme år afnoteret Børsen, efter at Børsen forgæves havde søgt at få oplysninger knyttet til en række artikler om selskabet i dagspressen.
I følge en række artikler i Jyllandsposten fra oktober 2007 købte selskabet grunde og udlejningsejendomme til markedspriser og solgte dem herefter videre med store fortjenester. Køberne var imidlertid stråmænd, der fik midlerne som kortvarige lån fra Abaris. Formålet var angiveligt at bedrage købere af pantebreve i ejendommene.
Abaris Ejendommes rådgiver, Nordic Corporate Finance, bekendtgjorde samme måned, at de ikke ønskede at fortsætte som rådgiver. Samtidigt oplyste rådgiveren, at selskabets bestyrelsesformand, advokat Dan Terkildsen, og bestyrelsesmedlemmet Michael Eide trak sig fra bestyrelsen. Det tilbageværende bestyrelsesmedlem og selskabets direktør, Kaj Lex Ahrenkiel Thisted, meddelte kort efter, at også han ville trække sig fra sine poster. Da selskabet dermed hverken havde bestyrelse eller direktion, blev handlen med selskabets aktier suspenderet og siden slettet af noteringen.
Som følge af ledelsens fratræden begærede Erhvervs- og Selskabsstyrelsen Abaris Ejendomme A/S tvangsopløst ved skifteretten i Helsingør. Ved konkursdekret af den 14. januar 2008 tog skifteretten selskabet under konkursbehandling.